# Andisheh
Andisheh (tiếng Ba Tư: انديشه, cũng Rôman hóa là Andīsheh) là một thành phố ở huyện Trung Bộ của hạt Shahriar, tỉnh Tehran, Iran.. Theo điều tra dân số năm 2006, dân số của thành phố là 75.596 người, 19.945 gia đình.
Andisheh là một thành phố quy hoạch mới, nằm 30 km (19 dặm) từ Tehran, phía tây bắc của Shahriar, và phía đông nam của Karaj.
31.650 người định cư tại thành phố định cư mới trong năm 2000 và con số này dự kiến sẽ đạt 50.000 vào cuối của "Kế hoạch thứ ba". Andisheh có công suất thiết kế đầy đủ cho 150.000 cư dân sinh sống.